# Giuseppe Fioravanti
Pour les articles homonymes, voir Fioravanti.
Giuseppe Fioravanti, né en 1795 à Rome et mort à Mantoue le 14 mai 1867,, est un chanteur d'opéra italien.

## Biographie
Fils de Valentino Fioravanti et de sa femme Angela, et frère de Vincenzo Fioravanti, il commence sa carrière à Bologne en 1817 dans Don Juan de Mozart et, dès l'année suivante, tient régulièrement les premiers rôles dans les opéras de Donizetti.
Devenu un des principaux interprètes du Teatro Nuovo de Naples, il quitte la scène en 1851.
Jules Verne le mentionne dans le chapitre VII de son roman Le Docteur Ox. Dans une scène imaginaire dans la ville elle-même imaginaire de Quiquendone, il obtient un immense succès dans une représentation des Huguenots de Meyerbeer. Verne en fait un ténor alors qu'il était en réalité un baryton.